# Minol (eksploziv)
Minol je vojni eksploziv koji je razvio Admiralitet početkom Drugog svetskog rata da bi povećao zalihe trinitrotoluena (TNT) i RDX, kojih je bilo u nedostatku. Aluminijumska komponenta u Minolu značajno produžava eksplozivni puls, što ga čini idealnim za upotrebu u podvodnom pomorskom oružju (npr. pomorske mine, za koje je razvijena, dubinska gađanja i torpeda) gde je municija sa dužim eksplozivnim pulsom razornija od one sa visokom brzinom detonacije. Minol se ne može koristiti u oružju ispaljenom iz cevi topova (npr. artiljerijske granate) jer postoji opasnost od detonacije kada se podvrgne ubrzanju od preko 250 gs. 
Obično su korišćene četiri Minol formule. Svi prikazani procenti su po težini:
- Minol-1: 48% TNT, 42% amonijum nitrat 10% aluminijum u prahu
- Minol-2: 40% TNT, 40% amonijum nitrat i 20% aluminijum u prahu
- Minol-3: 42% TNT, 38% amonijum nitrat i 20% aluminijum u prahu
- Minol-4: 40% TNT, 36% amonijum nitrat, 4% kalijum nitrat i 20% aluminijum u prahu [1]

Od 1950-ih, Minol je zamenjen modernijim PBX kompozicijama, zbog njihovog superiornog eksplozivnog učinka i stabilnosti prilikom skladištenja; Minol se smatra zastarelim. Generalno, svaka municija punjena Minolom na koju se naiđe biće u obliku stare municije ili neeksplodiranih ubojnih sredstava koja datiraju pre 1960-ih.